# Kurtscheid

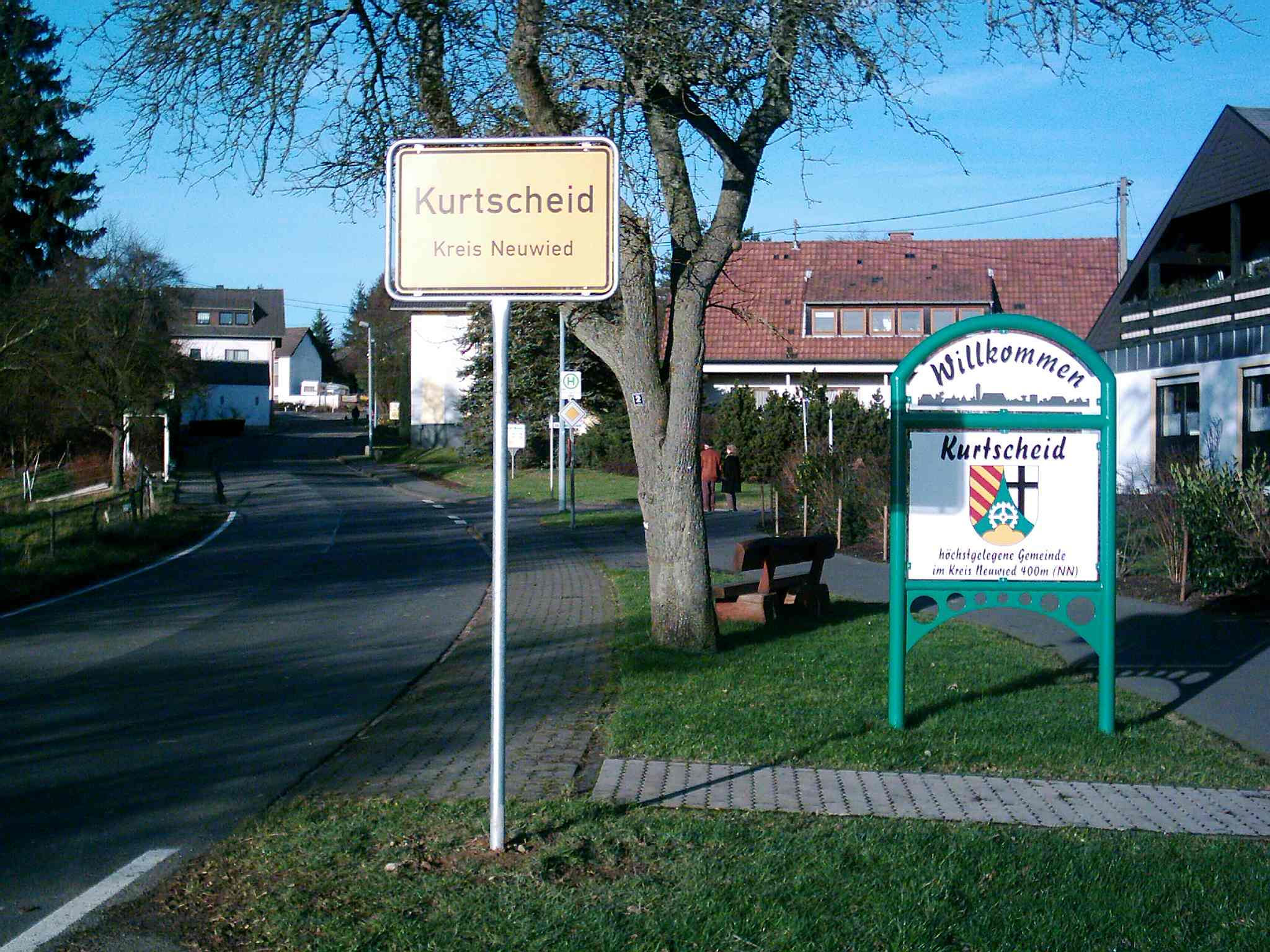
Ortseingang Kurtscheid

Kurtscheid ist eine Ortsgemeinde im Landkreis Neuwied im Norden von Rheinland-Pfalz. Sie gehört der Verbandsgemeinde Rengsdorf-Waldbreitbach an.

## Geographie
Der Ort liegt im Naturpark Rhein-Westerwald nördlich von Ehlscheid. Mit seiner bis auf knapp 395 m ü. NHN reichenden zusammenhängenden Bebauung ist Kurtscheid der höchstgelegene Ort im Landkreis Neuwied.

## Geschichte
Die erste urkundliche Erwähnung erfolgte im Jahre 1457 als Kurtschyt. Die teilweise genannte Jahreszahl 1314 ist ungesichert.
In der Reformationszeit lag Kurtscheid genau auf der Grenze der Territorien des Grafen zu Wied und des Kölner Kurfürsten. 1556 schloss sich der Graf zu Wied dem evangelischen Glauben an. Während so auch die in seiner Herrschaft gelegenen Orte infolge des Augsburger Religionsfriedens protestantisch wurden, verlegten die Kurtscheider ihre elf auf wiedischen Territorium gelegenen Häuser nördlich auf die kurkölnische Seite. Fortan blieb Kurtscheid katholisch und zum benachbarten Ehlscheid bestand die nächsten Jahrhunderte eine konfessionelle Grenze.

### Einwohnerentwicklung
Die Entwicklung der Einwohnerzahl von Kurtscheid, die Werte von 1871 bis 1987 beruhen auf Volkszählungen:
| Jahr | Einwohner |
| ---- | --------- |
| 1815 | 338       |
| 1835 | 285       |
| 1871 | 350       |
| 1905 | 387       |
| 1939 | 441       |
| 1950 | 492       |
| 1961 | 592       |

| Jahr | Einwohner |
| ---- | --------- |
| 1970 | 799       |
| 1987 | 917       |
| 2005 | 959       |
| 2011 | 948       |
| 2017 | 946       |
| 2022 | 997       |

## Politik

### Bürgermeister
Melanie Anhäuser wurde 2024 Ortsbürgermeisterin von Kurtscheid.
Ihr Vorgänger war Ferdinand Wittlich seit Juli 2014. Bei der Direktwahl am 26. Mai 2019 wurde er mit einem Stimmenanteil von 95,06 % für weitere fünf Jahre in seinem Amt bestätigt. Vorgänger von Ferdinand Wittlich war Heinz-Dieter Wagner, der das Amt zehn Jahre ausübte.

### Wappen
| Wappen von Kurtscheid | Blasonierung: „Gespalten von Rot und Silber durch eine eingebogene grüne Spitze; vorn vier rote Schrägbalken; hinten ein durchgehendes schwarzes Balkenkreuz; unten über goldenem Dreiberg, von diesem teils verdeckt, ein sechszackiges silbernes Zahnrad.“ |
| Wappen von Kurtscheid | Wappenbegründung: Die Schrägbalken aus dem Wappen von Wied und das Kreuz von Kurköln erinnern an die jahrhundertelange, bis zum Jahr 1803 währende Teilung des Ortes Kurtscheid in einen wiedischen und in einen kurkölnischen Ortsteil. Der Dreiberg versinnbildlicht die Lage Kurtscheids, der höchstgelegenen Gemeinde im Landkreis Neuwied und weist zugleich auf das Grundwort „-scheid“ des Ortsnamens, als Wasserscheide zwischen mehreren Zuflüssen der Wied hin. Die goldene Farbe symbolisiert den Ackerbau, das Grün den bedeutenden Waldbestand der Gemeinde. Das silberne Zahnrad steht für die früheren Silber- und Eisenerzgruben, aber auch für die heutige Industrie in der Gemeinde. |

## Verkehr
- Östlich der Gemeinde verläuft die B 256 von Neuwied nach Altenkirchen.
- Die nächste Autobahnanschlussstelle ist Neuwied (# 36) an der A 3.
- Nächstgelegener Bahnhof ist der Bahnhof Neuwied an der rechten Rheinstrecke.
- Die nächsten ICE-Halte sind der Hauptbahnhof Koblenz an der linken Rheinstrecke sowie der Bahnhof Montabaur an der Schnellfahrstrecke Köln-Rhein/Main.

## In Kurtscheid geboren
- Werner Wittlich (* 1946), MdB, MdL (Rheinland-Pfalz)